# Geraldo (football, 1991)
Pour les articles homonymes, voir Da Costa, Paulo et Bartolomeu.
Hermenegildo da Costa Paulo Bartolomeu, plus connu sous le nom de Geraldo, né le 23 novembre 1991 à Luanda, est un footballeur international angolais. Il évolue au poste d'ailier.